# GE Aviation
GE Aviation je americký výrobce leteckých motorů, dceřiná společnost firmy General Electric – jedné z největších světových korporací. Patří mezi přední dodavatele leteckých motorů a nabízí motory pro většinu komerčních letadel. Do září roku 2005 fungovala pod názvem General Electric Aircraft Engines (GEAE). Hlavními konkurenty společnosti GE Aviation na trhu s motory jsou Rolls-Royce a Pratt & Whitney. S francouzskou společností Safran Aircraft Engines provozuje dva společné podniky CFM International a CFM Materials. Sídlo se nachází v Evendale ve státě Ohio.
- Proudové motory pro civilní a vojenská letadla (neúplný seznam)
  - 1946: J35 pro Bell X-5 a Northrop B-49
  - 1948: J47 pro North American F-86 Sabre
  - 1955: J79/CJ805 pro Lockheed F-104 Starfighter
  - 1958: J85/CJ610 pro Learjet 23
  - 1970: General Electric CF6 je vhodný pro řadu velkých letounů (např. A310)
  - 1970: F101 pro Rockwell B-1A/B (a jako základ pro CFM56)
  - 1972: TF34/CF34 pro Embraer E170/175/190/195
  - 1978: F404 pro McDonnell Douglas F/A-18 Hornet
  - 1982: CFM56 Joint venture 50/50 s firmou Snecma tvoří CFM International
  - 1984: F110 pro Grumman F-14B/D Tomcat, F-16C/D, F-15K
  - 1989: F118 pro Northrop B-2 Spirit (v podstatě F110 bez příd. spalování)
  - 1995: F414 pro Boeing F/A-18E/F Super Hornet
  - 1995: GE90 (ve verzi GE90-115B v současné době nejsilnějším proudovým motorem na světě) je vhodný pro Boeing 777
  - 2006: 50/50 Joint venture s Pratt & Whitney tvoří Engine Alliance, vyrábí GP7200
  - 2007: GEnx (GE Next Generation) pro Boeing 787
  - 2014: GE Passport